# Безон (муниципалитет)
Безон (фр. Bezons) — муниципалитет во Франции, в регионе Иль-де-Франс, департамент Валь-д'Уаз. Население — 27 300 человек (2006).
Муниципалитет расположен на расстоянии около 14 км северо-западнее Парижа, 16 км юго-восточнее Сержи.

## Демография
Динамика населения (Cassini и INSEE):

## Интересные факты
- В феврале 2013 года «почетным гражданином» Безона стал Маджди аль-Римави, боевик Народного Фронта Освобождения Палестины, известный своим участием в убийстве в 2001 году министра туризма Израиля Рехавама Зееви и подготовке других терактов. Городской совет Безона единогласно принял соответствующее решение, назвав Римави политическим заключенным, пострадавшим за свои убеждения:Маджди Римауи сидит в израильском застенке уже более 10 лет. В чём его преступление? Он защищал родной город и его жителей, требовал применения международного закона и возвращения Палестине признанных ООН границ 67 года и столицы в восточном Иерусалиме. За это его приговорили в 2002 году к пожизненному заключению… более 80 лет! 13 февраля наш горсовет собрался на чрезвычайное собрание, и наши депутаты единодушно избрали его почетным гражданином города[5][6].